# Leo-affären
Leo-affären är en händelse inom den svenska företagsvärlden på 1980-talet. Ett 30-tal företagsledare i AB Volvo, Wilh. Sonesson AB och Leo Läkemedel AB fick förhandsteckna Leoaktier till förmånligt pris, på bekostnad av aktieägarna i Wilh. Sonesson AB. Avslöjandet ledde fram till införandet av Leolagen eller Lex Leo, minoritetsägarskyddsregler som idag återfinns i ABL 16 kap, som innebär att riktade emissioner alltid ska godkännas av en bolagsstämma.

## Bakgrund
Wilh. Sonesson AB förhandlade om ett förvärv av Leo Läkemedel AB genom dess danska moderbolag Kefalas A/S. Vid sammanträde i Köpenhamn den 17 maj och den 17 juli 1983 företräddes Sonesson av VD Hans-Eric Ovin och styrelseordförande Anders Wall, och Kefalas A/S av styrelseordföranden Per Söltoft och VD Per-Eric Schyberg på Leo. Förhandlingarna komplicerades enligt Ovin av att Kefalas ägare ställde långtgående speciella krav. Ovin tog därför initiativet till att Wilh. Sonesson AB skulle åta sig att sprida Leos aktier till nya ägargrupper. 

## Riktad aktieemission
Styrelsen för Sonesson beslöt om köp av Kefalas A/S enligt avtalet den 1 september 1983. Avtalets fem punkter: 
1. Samtliga 400 000 aktier förvärvas till 1 013 kr/aktie
2. Samtliga anställda i Leo AB Sverige erhåller 3 aktier i gåva.
3. Ledningsgruppen i Wilh. Sonesson AB erbjuds teckna 2 500 aktier vardera, dock erbjuds Ovin och Nilsson 4 000 aktier vardera
4. Leos ledningsgrupp erbjuds teckna 24 000 aktier.
5. En begränsad krets av externa köpare erbjuds att teckna upp till 100 000 aktier. Alla tecknar till marknadspris 1 013 kr/aktie.

Vid sammanträde den 15 november beslutade Wilh. Sonesson AB:s styrelse att den i samband med köpet bestämda nyemission i Leo skulle utökas med 17 000 aktier.  7 000 skulle användas för ytterligare tilldelning till VD och vVD i Sonesson, 10 000 skulle tecknas av Wilh. Sonesson AB.  Enligt styrelseprotokollet framgår att dessa aktier är avsedda "för fördelning av Wilh. Sonesson AB:s VD till personer på chefsbefattningar inom koncernen".  Alla aktier tecknas till 1 013 kr/aktie.  Efter Wilh. Sonesson AB:s styrelsesammanträde 1 september och 15 november återstod att få besluten om nyemission antagna på ”pro forma” bolagsstämma i Leo, den 3 november 1983, där moderbolaget företräddes av direktör Alf Lüning och advokat Göran Linders. Bolagstämman beslutade att totala aktier i emissionen reducerades från 169 000 till 167 000. De som erbjöds som teckna aktier till 1 013 kr/aktie senast den 16 november var: 
| FAB Yggdrasil, 100 000 Wilh. Sonesson AB, 10 000 Befattningshavare inom Wilh. Sonesson-koncernen: - Hans-Eric Ovin, 10 000 - Lennart Nilsson, 5 000 - Sture Söderström, 2 500 - Björn Olsson, 2 500 - Hans Borneson, 2 500 - Conny Johansson, 2 500 - Berthold Lindqvist, 2 500 - Sven Ohlsson, 2 500 - Sven-Eric Persson, 2 500 - Nils Eric Nilsson, 2 500 | Befattningshavare inom Leo: - Per-Eric Schyberg, 12 000 - Torsten Linderot, 2 000 - Göran Norrby, 2 000 - Torsten Perklev, 500 - Uno Litzegård, 500 - Bo Christer Olsson, 500 - Hans Ekström, 500 - Bengt Forsberg, 500 - Hilding Engstedt, 500 - Imre Könyves, 500 - Lennart Sorelius, 500 - Jörgen Johnsson, 500 - Bo Fredholm, 500 - Lennart Bruce, 500 - Michael Möller 500 |

En av de ledande funktionärerna i Leo, som tecknade aktier vid nyemissionen avstod en aktiepost till Sven-Ove Nilsson, som vid det aktuella tillfället var rörelsechef vid SHB i Malmö och sedan 1978 styrelseordförande i Leo AB fram till Wilh. Sonesson AB köp av bolaget. Sven-Ove Nilsson hade erbjudits att själv teckna aktier, men bankens ledning motsatte sig åtgärden, något som torde få ses mot bakgrund av att Handelsbanken var Leos ordinarie bankförbindelse. Sven-Ove Nilsson fick efter publicitet avgå från sin befattning vid banken.
Någon gång vid årsskiftet 1983/1984 erbjöd Ovin Volvos koncernchef Pehr G Gyllenhammar och samma bolags VD Håkan Frisinger att köpa 3 000 aktier à 1 013 kr/aktie var i Leo.  Frisinger accepterade erbjudandet och betalade sina aktier den 15 november 1983.  Gyllenhammar tackade två gånger nej till erbjudandet, men den tredje gången Ovin erbjöd honom att köpa hösten 1984 tackade han ja och betalade de 1 000 aktier han köpte för 1 013 kr/aktie den 17 december 1984.

## Avslöjande
Affären avslöjades för allmänheten strax före börsintroduktionen 1985 efter att en anställd tjänsteman bett att få läsa Leos aktiebok och agerade visselblåsare genom att med hjälp av SIF-klubben på Leo informera en journalist på Helsingborgs Dagblad. 
Villkoren för nyemissionen var mycket förmånliga. Erik Penser utfärdade på Yggdrasils vägnar köpanbud, som tillställdes de berörda aktietecknarna personligen. Dessa köpanbud hade karaktären av ensidiga säljoptioner, vilket flertalet av Sonessons styrelse liksom även revisorerna inte kände till innan saken publicerades 1985. Samtliga tecknare kände vid teckningstillfället till att deras risktagande med anledning härav var reducerat till faran av en ränteförlust. 
Genom detta upplägg hade de tillförts betydande värden som egentligen tillhörde aktieägarna i Wilh. Sonesson AB. När saken avslöjades sålde Pehr G Gyllenhammar sina aktier för självkostnadspris.